# Senátní obvod č. 55 – Brno-město
Senátní obvod č. 55 – Brno-město je podle zákona č. 247/1995 Sb. tvořen západní částí okresu Brno-venkov, ohraničenou na severovýchodě obcemi Doubravník, Borač, Kaly, Dolní Loučky, Předklášteří, Tišnov, Hradčany, Sentice a Chudčice, na jihu a na východě obcemi Kupařovice, Malešovice, Odrovice, Medlov, Ledce, Hrušovany u Brna, Unkovice, Žabčice, Přísnotice, Nosislav, Sobotovice, Syrovice, Želešice a Modřice, a západní částí okresu Brno-město tvořenou městskými částmi Brno-Kníničky, Brno-Bystrc a Brno-Žebětín.
Současným senátorem je od roku 2022 Tomáš Töpfer, nestraník zvolený za koalici SPOLU (tj. KDU-ČSL, ODS a TOP 09). V Senátu je členem Senátorského klubu ODS a TOP 09.

## Senátoři

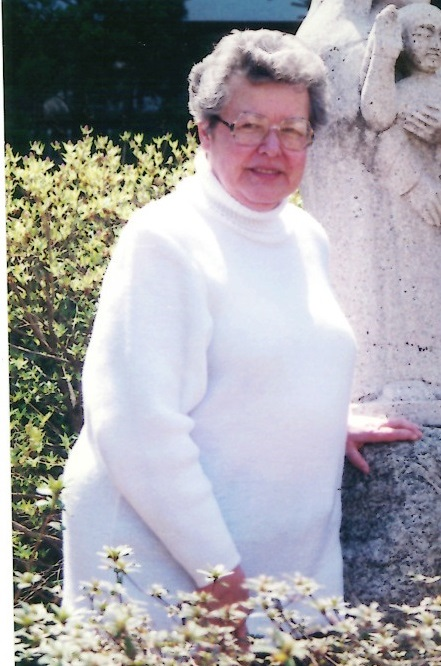
Vlasta Svobodová
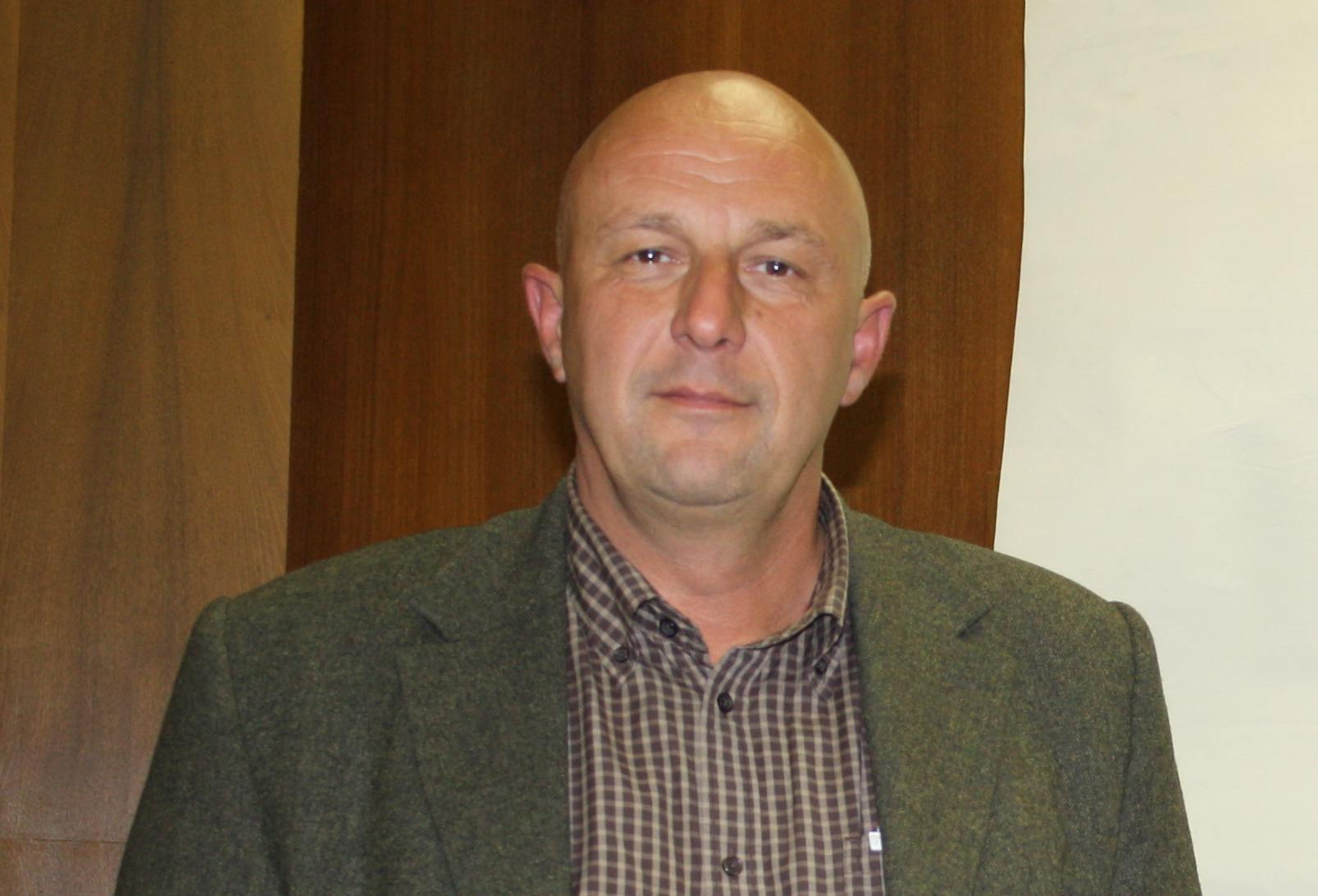
Tomáš Julínek
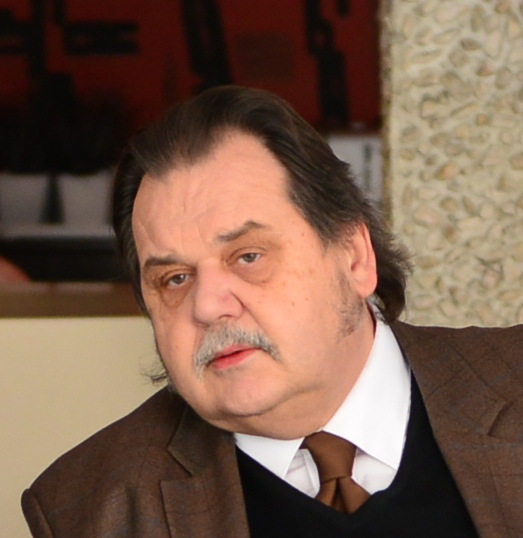
Jan Žaloudík
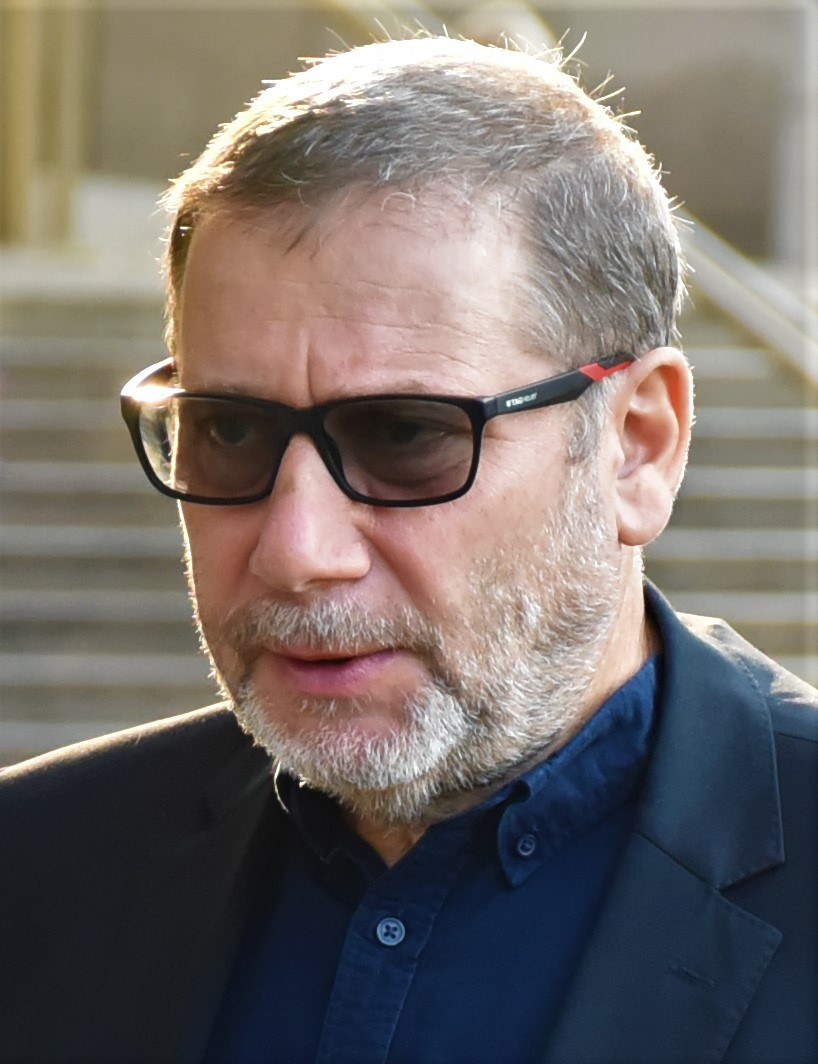
Tomáš Töpfer

| Volby | Volby                    | Senátor                        | Volební strana       | Navrhující strana | Politická příslušnost | Odkaz  |
| ----- | ------------------------ | ------------------------------ | -------------------- | ----------------- | --------------------- | ------ |
|       | 1996                     | RNDr. Vlasta Svobodová         | ODS                  | ODS               | ODS                   | profil |
| 1998  | MUDr. Tomáš Julínek, MBA | profil                         | ODS                  | ODS               | ODS                   |        |
| 2004  | MUDr. Tomáš Julínek, MBA | profil                         | ODS                  | ODS               | ODS                   |        |
|       | 2010                     | prof. MUDr. Jan Žaloudík, CSc. | ČSSD                 | ČSSD              | BEZPP                 | profil |
| 2016  | profil                   | prof. MUDr. Jan Žaloudík, CSc. | ČSSD                 | ČSSD              | BEZPP                 |        |
|       | 2022                     | doc. MgA. Tomáš Töpfer         | KDU-ČSL, ODS, TOP 09 | ODS               | BEZPP                 | profil |

## Volby

### Rok 1996
| Kandidát | Kandidát               | Volební strana | Navrhující strana | Politická příslušnost | Počet hlasů (1. kolo) | %     | Počet hlasů (2. kolo) | %     |
| -------- | ---------------------- | -------------- | ----------------- | --------------------- | --------------------- | ----- | --------------------- | ----- |
|          | RNDr. Vlasta Svobodová | ODS            | ODS               | ODS                   | 11 470                | 35,72 | 18 149                | 59,71 |
|          | Ing. Pavel Pavlík      | KSČM           | KSČM              | KSČM                  | 6 334                 | 19,73 | 12 246                | 40,29 |
|          | Zdeněk Stránský        | ČSSD           | ČSSD              | ČSSD                  | 5 867                 | 18,27 | —                     | —     |
|          | JUDr. Miroslav Richter | NK             | NK                | BEZPP                 | 4 502                 | 14,02 | —                     | —     |
|          | Ing. Jiří Březa, CSc.  | ODA            | ODA               | ODA                   | 2 901                 | 9,04  | —                     | —     |
|          | Jan Trefulka           | MSLK_96        | MOR_SLEZ          | HSMS-MNSj             | 1 034                 | 3,22  | —                     | —     |

### Rok 1998
| Kandidát | Kandidát                    | Volební strana | Navrhující strana | Politická příslušnost | Počet hlasů (1. kolo) | %     | Počet hlasů (2. kolo) | %     |
| -------- | --------------------------- | -------------- | ----------------- | --------------------- | --------------------- | ----- | --------------------- | ----- |
|          | MUDr. Tomáš Julínek, MBA    | ODS            | ODS               | ODS                   | 11 062                | 30,78 | 11 780                | 57,03 |
|          | Ing. Pavel Pavlík           | KSČM           | KSČM              | KSČM                  | 8 505                 | 23,67 | 8 877                 | 42,97 |
|          | Ing. Václav Benda           | 4KOALICE       | 4KOALICE          | KDU-ČSL               | 7 995                 | 22,25 | —                     | —     |
|          | Ing. Stanislav Fiala        | ČSSD           | ČSSD              | ČSSD                  | 6 007                 | 16,72 | —                     | —     |
|          | doc. JUDr. Jiří Bílý, Ph.D. | HSMS-MNSj      | HSMS-MNSj         | HSMS-MNSj             | 2 367                 | 6,59  | —                     | —     |

### Rok 2004
| Kandidát | Kandidát                      | Volební strana | Navrhující strana | Politická příslušnost | Počet hlasů (1. kolo) | %     | Počet hlasů (2. kolo) | %     |
| -------- | ----------------------------- | -------------- | ----------------- | --------------------- | --------------------- | ----- | --------------------- | ----- |
|          | MUDr. Tomáš Julínek, MBA      | ODS            | ODS               | ODS                   | 8 712                 | 33,72 | 11 896                | 66,68 |
|          | Iljič Procházka               | KSČM           | KSČM              | KSČM                  | 5 198                 | 20,12 | 5 942                 | 33,31 |
|          | Josef Hájek                   | KDU-ČSL        | KDU-ČSL           | KDU-ČSL               | 5 006                 | 19,37 | —                     | —     |
|          | PaedDr. Vilém Buriánek        | ČSSD           | ČSSD              | ČSSD                  | 3 184                 | 12,32 | —                     | —     |
|          | doc. MUDr. Vít Unzeitig, CSc. | NEZ            | NEZ               | BEZPP                 | 2 531                 | 9,79  | —                     | —     |
|          | Jiří Tomek                    | US-DEU         | US-DEU            | US-DEU                | 580                   | 2,24  | —                     | —     |
|          | PhDr. Radomír Malý            | NSJ            | NSJ               | NSJ                   | 335                   | 1,29  | —                     | —     |
|          | Mgr. Antonín Žiška            | M              | M                 | M                     | 285                   | 1,10  | —                     | —     |

### Rok 2010
| Kandidát | Kandidát                       | Volební strana | Navrhující strana | Politická příslušnost | Počet hlasů (1. kolo) | %     | Počet hlasů (2. kolo) | %     |
| -------- | ------------------------------ | -------------- | ----------------- | --------------------- | --------------------- | ----- | --------------------- | ----- |
|          | prof. MUDr. Jan Žaloudík, CSc. | ČSSD           | ČSSD              | BEZPP                 | 15 709                | 32,37 | 21 684                | 67,31 |
|          | MUDr. Tomáš Julínek, MBA       | ODS            | ODS               | ODS                   | 9 607                 | 19,79 | 10 527                | 32,68 |
|          | MUDr. Vojtěch Adam             | KSČM           | KSČM              | BEZPP                 | 8 300                 | 17,10 | —                     | —     |
|          | Ing. František Svoboda         | KDU-ČSL        | KDU-ČSL           | KDU-ČSL               | 6 297                 | 12,97 | —                     | —     |
|          | Ing. Karel Bořecký             | TOP 09         | TOP 09            | TOP 09                | 4 668                 | 9,61  | —                     | —     |
|          | Vladimír Paulík                | VV             | VV                | VV                    | 1 945                 | 4,00  | —                     | —     |
|          | Daniela Magálová               | SPOZ           | SPOZ              | SPOZ                  | 1 017                 | 2,09  | —                     | —     |
|          | Ing. Ivan Čadeni               | Suverenita     | Suverenita        | BEZPP                 | 984                   | 2,02  | —                     | —     |

### Rok 2016
| Kandidát | Kandidát                        | Volební strana | Navrhující strana | Politická příslušnost | Počet hlasů (1. kolo) | %     | Počet hlasů (2. kolo) | %     |
| -------- | ------------------------------- | -------------- | ----------------- | --------------------- | --------------------- | ----- | --------------------- | ----- |
|          | prof. MUDr. Jan Žaloudík, CSc.  | ČSSD           | ČSSD              | BEZPP                 | 7 011                 | 18,62 | 7 034                 | 52,63 |
|          | Ing. Pavel Staněk               | ANO            | ANO               | ANO                   | 7 397                 | 19,65 | 6 329                 | 47,36 |
|          | MUDr. Jiří Ventruba, CSc.       | ODS            | ODS               | ODS                   | 6 650                 | 17,67 | —                     | —     |
|          | Ing. Michal Burian, Ph.D.       | STAN           | STAN              | BEZPP                 | 6 499                 | 17,26 | —                     | —     |
|          | Radoslav Skála                  | KSČM           | KSČM              | KSČM                  | 4 797                 | 12,74 | —                     | —     |
|          | doc. PhDr. Bohuslav Klíma, CSc. | Moravané       | Moravané          | Moravané              | 2 694                 | 7,15  | —                     | —     |
|          | PhDr. Jiří Brančík              | SaS            | SaS               | BEZPP                 | 1 296                 | 3,44  | —                     | —     |
|          | Ivo Minařík                     | Úsvit          | Úsvit             | BEZPP                 | 1 289                 | 3,42  | —                     | —     |

### Rok 2022
Ve volbách v roce 2022 svůj mandát již neobhajoval senátor Jan Žaloudík. Mezi sedmi kandidáty na nového senátora byli architekt Tomáš Kotas z SPD, starosta Železné Radomír Pavlíček z hnutí STAN, zdravotní sestra Petra Rédová Fajmonová z PRO 2022 nebo lékař a ředitel Nemocnice Tišnov Bořek Semrád, který kandidoval jako nestraník za hnutí ANO. Do Senátu kandidovali také manažer mikroregionu Ivančicko Bohumil Smutný z KSČM, herec a bývalý senátor za obvod č. 20 – Praha 4 Tomáš Töpfer jako nestraník za koalici SPOLU (KDU-ČSL, ODS a TOP 09), kandidátem Moravanů a MZH byl horolezec Pavel Trčala z MZH.
První kolo vyhrál s 30,23 % hlasů Tomáš Töpfer, do druhého kola s ním postoupil Bořek Semrád, který obdržel 26,21 % hlasů. Druhé kolo vyhrál s 52,79 % hlasů Tomáš Töpfer.
| Kandidát | Kandidát                | Volební strana       | Navrhující strana | Politická příslušnost | Počet hlasů (1. kolo) | %     | Počet hlasů (2. kolo) | %     |
| -------- | ----------------------- | -------------------- | ----------------- | --------------------- | --------------------- | ----- | --------------------- | ----- |
|          | doc. MgA. Tomáš Töpfer  | KDU-ČSL, ODS, TOP 09 | ODS               | BEZPP                 | 14 866                | 30,23 | 12 633                | 52,79 |
|          | MUDr. Bořek Semrád      | ANO                  | ANO               | BEZPP                 | 12 887                | 26,21 | 11 294                | 47,20 |
|          | Radomír Pavlíček        | STAN                 | STAN              | STAN                  | 6 988                 | 14,21 | —                     | —     |
|          | akad. arch. Tomáš Kotas | SPD                  | SPD               | SPD                   | 4 359                 | 8,86  | —                     | —     |
|          | Petra Rédová Fajmonová  | PRO 2022             | PRO 2022          | PRO 2022              | 3 971                 | 8,07  | —                     | —     |
|          | Ing. Bohumil Smutný, BA | KSČM                 | KSČM              | KSČM                  | 3 169                 | 6,44  | —                     | —     |
|          | Pavel Trčala            | Moravané, MZH        | MZH               | MZH                   | 2 925                 | 5,94  | —                     | —     |

## Volební účast
|  | nejvyšší volební účast |  | nejnižší volební účast |

| Rok  | % (1. kolo) | % (2. kolo) |
| ---- | ----------- | ----------- |
| 1996 | 35,59       | 33,48       |
| 1998 | 46,79       | 22,45       |
| 2004 | 29,50       | 18,49       |
| 2010 | 47,85       | 29,57       |
| 2016 | 35,39       | 11,91       |
| 2022 | 44,78       | 20,79       |